# Manhunt 2
Manhunt 2 – gra komputerowa stworzona przez Rockstar Games jako sequel gry Manhunt.
Gra miała zostać wydana na platformy Wii, PlayStation 2 i PlayStation Portable w lipcu 2007, lecz premiera została tymczasowo zawieszona przez Take-Two (wydawcę) z powodu międzynarodowych zakazów sprzedaży tej gry i oceny AO wydanej przez ESRB. 24 sierpnia 2007 potwierdzono, że Rockstar Games wysłał do oceny zmodyfikowaną wersję gry, która otrzymała ocenę Mature.

## Fabuła
Gra opowiada o losach dwóch więźniów ośrodka psychiatrycznego w mieście Cottonmouth: Daniela Lamba i Leo Kaspera. Pewnej nocy piorun uszkadza zasilanie w szpitalu. Spowodowało to awarię, wskutek której wszystkie cele otwierają się i bohaterom udaje się uciec z ośrodka. Daniel próbuje dowiedzieć czegoś więcej o swojej przeszłości, natomiast Leo zrobi wszystko, by zdobyć władzę nad ciałem i umysłem Daniela.

## Postacie
- Daniel Lamb – główny bohater gry, jedna z postaci gracza. Był naukowcem w projekcie „The Pickman Project”, lecz skończył zamknięty na sześć lat w Dixmor Institute za niepoczytalność. Nie wie, kim był przed rozpoczęciem projektu. Danny urodził się 29 maja 1963. The Project umieścił w głowie Daniela drugą osobowość: osobowość Leo Kaspera. Ale wskutek efektów ubocznych Leo jest w stanie przejąć na krótki czas kontrolę nad ciałem Daniela, a Daniel potrafi się komunikować telepatycznie z Leo.
- Leo Kasper – jedna z postaci gracza. Chory psychicznie więzień, który również został umieszczony w celi przez projekt. Według producenta jest on byłym agentem rządowym. Pomaga Lambowi w ucieczce i uczy go własnych umiejętności. Leo urodził się 19 czerwca 1972.
- Doktor Laura Whyte – zarządczyni „The Pickman Project”.
- Doktor Pickman – wysoko postawiony praktyk medyczny w „The Pickman Project”. Projekt przyjął nazwę właśnie po nim.
- Judy – pracuje w burdelu Honey Pot i ma informacje dla Daniela.
- Michael Grant – przyjaciel Daniela, został zamordowany przez Leo w fabryce cukru Fisto Sugar Factory.
- Doktor Deborah – lekarz w psychiatryku, została zamordowana przez Leo.
- Pani Lamb – żona Daniela, została zamordowana przez Leo i pochowana na cmentarzu Weary Pines.